# When Did Your Heart Go Missing?
When Did Your Heart Go Missing? è un singolo del gruppo musicale statunitense Rooney, pubblicato il 6 marzo 2007 come primo estratto dal secondo album in studio Calling the World.

## Video musicale
Il videoclip mostra il gruppo andare in giro con una vecchia cabriolet, divertirsi in spiaggia e alla fine del video esibirsi in concerto. 

## Classifiche
| Classifica (2007) | Posizione massima |
| ----------------- | ----------------- |
| Austria           | 22                |
| Italia            | 29                |
| Paesi Bassi       | 51                |
| Regno Unito       | 45                |
| Svizzera          | 58                |